# Rolf Nevanlinna
Rolf Herman Nevanlinna (22.10.1895, Joensuu – 28.5.1980, Helsinki, Phần Lan) là một trong các nhà toán học nổi tiếng của Phần Lan. Ông được đánh giá cao về công trình nghiên cứu giải tích phức.
Ngoài toán học, Nevanlinna cũng quan tâm tới văn hóa và chính trị. Lập trường chính trị của ông đôi khi hơi gây tranh cãi, tuy nhiên tài năng âm nhạc của ông được đánh giá cao.
Ông là thành viên của Phong trào nhân dân yêu nước (Patriotic People's Movement) của Phần Lan và cũng là thành viên của phong trào thân Đức của Phần Lan, có lẽ do mẹ ông là người Đức.
Trong một cuộc phỏng vấn ở Hoa Kỳ năm 1934, Hermann Weyl (mà vợ là người Do Thái) đã gọi ông là "Quốc xã Phần Lan". Trong thế chiến thứ hai, ông ủng hộ ý tưởng của các quân tình nguyện Phần Lan (thân Đức) và trở thành chủ tịch Ủy ban của Finnish Volunteer Battalion of the Waffen-SS (Tiểu đoàn quân tình nguyện Phần Lan của Waffen-SS).

## Vinh dự
Giải Nevanlinna, lập năm 1981 được đặt theo tên ông. Vành đai tiểu hành tinh 1679 Nevanlinna cũng được đặt theo tên ông.

## Sách viết về Rolf Nevanlinna
- Olli Lehto; Manfred Stern [dịch], Erhabene Welten: Das Leben Rolf Nevanlinnas (Birkhäuser, 2008) ISBN 978-3-7643-7701-4